# Сухов Костянтин Васильович
Костянтин Васильович Сухов (* 31 травня 1923 — 15 вересня 2003) — радянський військовий льотчик, Герой Радянського Союзу (1945). У роки німецько-радянської війни командир ескадрильї 16-го гвардійського винищувального авіаційного полку (9-а гвардійська винищувальна авіаційна дивізія 6-го гвардійського винищувального авіаційного корпусу 2-ї повітряної армії 1-го Українського фронту).

## Біографія
Народився 31 травня 1923 року в м. Махачкала (нині Республіки Дагестан РФ) в сім'ї робітника. Росіянин. Жив в місті Новочеркаську Ростовської області. Закінчив 8 класів школи і Ростовський аероклуб. Працював фотографом.
У РСЧА з 1940 року. У 1942 році закінчив Єйське військово-морське авіаційне училище льотчиків.
На фронтах німецько-радянської війни з вересня 1942 року. Пройшов шлях від рядового льотчика до командира 1-ї ескадрильї. Воював на Північно-Кавказькому, Південному, 2-му, 4-му і 1-му Українських фронтах.
Командир ескадрильї 16-го гвардійського винищувального авіаційного полку 9-ї гвардійської винищувальної авіаційної дивізії 6-го гвардійського винищувального авіаційного корпусу 2-ї повітряної армії 1-го Українського фронту гвардії старший лейтенант Костянтин Васильович Сухов до березня 1945 року виконав 250 бойових вильоти, у 46 повітряних боях особисто збив 20 літаків супротивника.
27 червня 1945 року гвардії старшому лейтенанту К. В. Сухову присвоєно звання Героя Радянського Союзу.

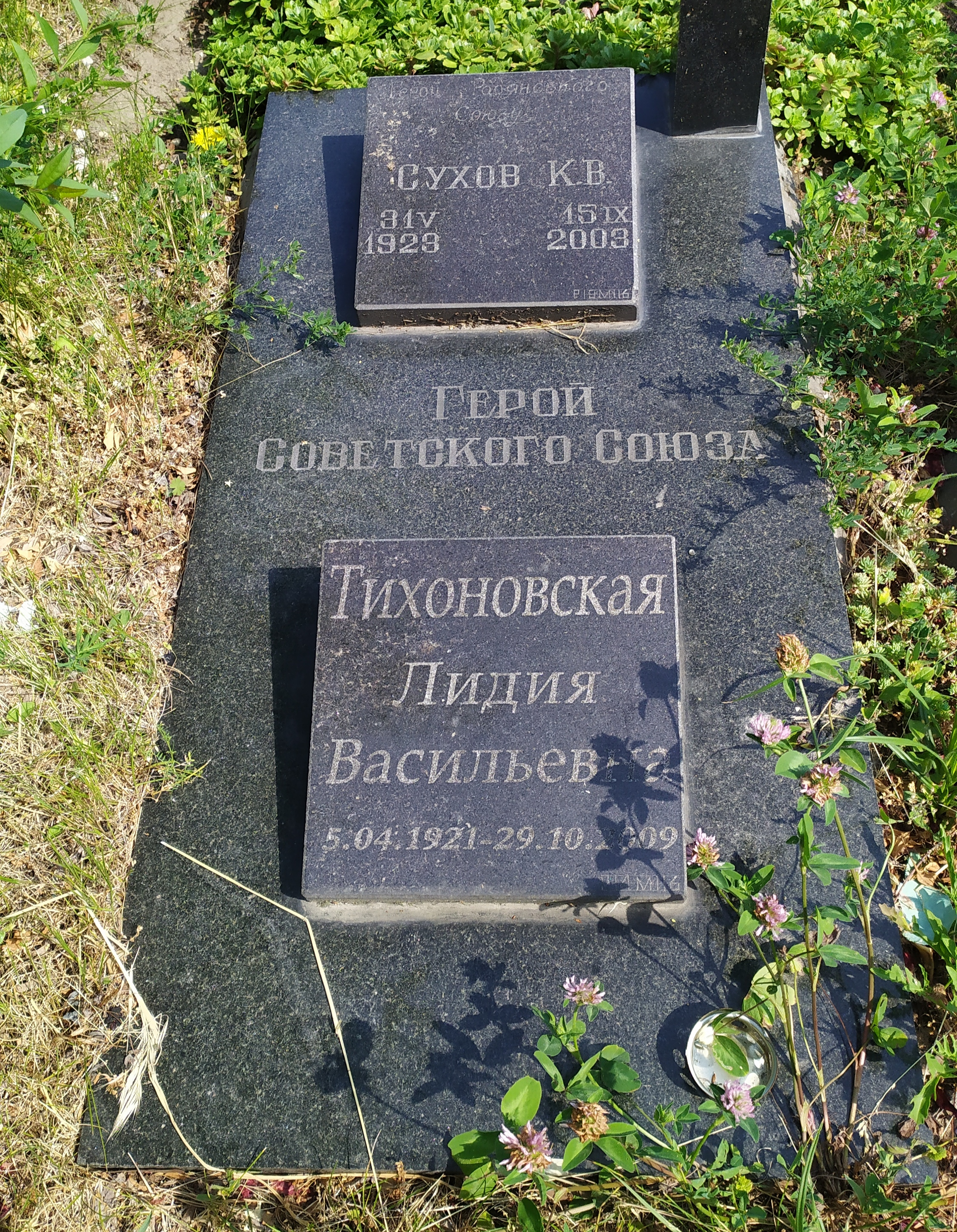
Могила Костянтина Сухова, Байкове кладовище

Після війни продовжував служити у ВПС. У 1951 році закінчив командний факультет Військово-повітряної академії. Служив на командних і штабних посадах в Військах ППО.
У 1973—1975 роках був військовим радником з бойового застосування начальника Центрального командного пункту військ ППО і ВПС Сирійської Арабської Республіки. Брав участь в арабо-ізраїльському конфлікті у жовтні 1973 року.
З 1975 року гвардії полковник Сухов К. В. у запасі. Жив у Києві. Помер 15 вересня 2003 року. Похований у колумбарії Байкового кладовища разом із дружиною.

## Праці
Костянтин Васильович Сухов — автор книги «Ескадрилья веде бій».